# No Lies
No Lies is een korte film uit 1974 geregisseerd door Mitchell Block. De film is in 2008 in het National Film Registry opgenomen ter preservatie.

## Plot
Wanneer een jongen met de camera een goede vriendin van hem volgt komen ze aan de praat. Tijdens het gesprek vertelt ze plotseling dat ze vorige week was bedreigd door een man met een mes en werd verkracht. Toen ze naar politie en hulpverleners ging, kwam er alleen maar schaamte op, waarna te merken valt tijdens het gesprek dat ze heel veel opgekropte frustratie heeft die ze niet kan uiten.